# Acaromyces
Acaromyces — рід грибів. Назва вперше опублікована 1950 року.

## Класифікація
До роду Acaromyces відносять 2 види:
- Acaromyces ingoldii
- Acaromyces laviae